# Karri Käyhkö
Karri Kalervo Käyhkö (Espoo, 16 dicembre 1937 – 7 marzo 2020) è stato un nuotatrice finlandese.
Specializzato nello stile libero, ha partecipato ai Giochi di Melbourne 1956 e di Roma 1960, gareggiando in vari eventi dello stile libero.